# Артистка из Грибова
«Арти́стка из Гри́бова» — советский художественный фильм 1988 года, поставленный Леонидом Квинихидзе.

## Сюжет
Главная героиня Галина Кадетова (Ирина Муравьёва) — актриса в возрасте сильно за тридцать. Творческая карьера приехавшей в Москву провинциалки, успешно начавшись когда-то, близится к закату. Амбиции Галины реализуются лишь в радиопостановках и детском театре, большие роли ей не доверяют. В личной жизни тоже не всё благополучно: Галина разведена, встречается с самовлюблённым Александром Гололобовым, а он не воспринимает их связь всерьёз; он вообще не уверен, нужна ли ему эта Галина.
Разругавшись с режиссёром, который пригласил её на съёмки фильма (поначалу тот пообещал главную роль, но в последний момент передумал и предпочёл ей другую кандидатку), Галина поддаётся неожиданному порыву: она решает бросить городскую жизнь и вернуться на малую родину — в городок Грибов, где живёт мать, живут родные и близкие люди, знающие её как известную московскую актрису. Галина намерена устроиться в труппу местного театра и остаться здесь навсегда.

## В ролях
- Ирина Муравьёва — Галина Владимировна Кадетова
- Сергей Шакуров — Александр Георгиевич Гололобов
- Михаил Пуговкин — Георгий Терентьевич Гололобов
- Михаил Филиппов — Груздев
- Валентин Смирнитский — Артамонов
- Елена Соловей — Инна
- Александр Панкратов-Чёрный — Тулин, кинорежиссёр
- Марианна Стриженова — Нина Александровна, мать Галины, учитель русского языка и литературы
- Надежда Евдокимова — Надя
- Людмила Гаврилова — сестра Галины
- Виктор Зозулин (в титрах В. Зазулин)— Виталий
- Михаил Кокшенов — водитель КАМАЗа, земляк Галины
- Игорь Ясулович — Леонид Иванович Мартыненко, режиссёр провинциального театра
- Николай Аверюшкин — Коротьков, сотрудник телефонного узла
- Людмила Баранова — гостья из Грибова
- Сергей Балабанов — Евдокимов, лейтенант, инспектор ГАИ
- Инесса Брожовская — эпизод
- Алексей Весёлкин — Павел, гость из Грибова
- Александр Жарков — носильщик
- Юрий Виноградов — пассажир
- Александр Зацепин — клавишник на радиостанции
- Екатерина Зинченко — почтальон из Грибова
- Галина Казакова — Галатея, парикмахер
- Александр Ильин — «Рыжик»
- Герман Качин — таксист
- Виталий Киселёв — носильщик
- Алексей Консовский — актёр на радио
- Валерий Козловский — эпизод
- Михаил Кондрашов — пассажир
- Л. Красилова — эпизод
- Нина Крачковская — попутчица
- Игорь Машинский — эпизод
- Пётр Кулешов — одноклассник Нади
- Николай Маликов — таксист
- Владимир Мурашко — Вовик, фотограф киностудии
- Галина Левина — Валентина, дочь Груздева (в титрах — Г. Орлова)
- Виктор Мурганов — Борис Борисович
- Всеволод Платов — министр образования
- Марина Полицеймако — Стручкова
- Василий Рыбин — Вася, одноклассник Нади
- Михаил Розанов — знакомый земляка из Грибова
- Борис Рылин — капельмейстер
- Галина Самохина — режиссёр
- Вадим Сафронов — директор школы
- Елена Самсонова — эпизод
- Александр Стариков — эпизод
- Екатерина Урманчеева — Лидия, землячка из Грибова
- Светлана Харитонова — железнодорожница
- Наталья Хорохорина (в титрах Н. Харахорина) — Евгения Ивановна, секретарша
- Наталия Ченчик — проводница

## Съёмочная группа
- Автор сценария: Эмиль Брагинский
- Режиссёр: Леонид Квинихидзе
- Оператор: Евгений Гуслинский
- Композитор: Александр Зацепин
- Художник: Наталья Мешкова
- Исполнительница песни: Татьяна Анциферова («Ну чем она лучше?»)